# Сенсере
Сенсере (фр. Censerey) насеље је и општина у источном делу централне Француске у региону Бургоња, у департману Златна обала која припада префектури Бон.
По подацима из 2011. године у општини је живело 176 становника, а густина насељености је износила 14,68 становника/km². Општина се простире на површини од 11,99 km². Налази се на средњој надморској висини од 400 метара (максималној 490 m, а минималној 367 m).

## Демографија
| 1962. | 1968. | 1975. | 1982. | 1990. | 1999. | 2011. |
| ----- | ----- | ----- | ----- | ----- | ----- | ----- |
| 241   | 264   | 237   | 214   | 209   | 167   | 176   |

График промене броја становника у току последњих година